# Gilberto da Silva Melo
Gilberto da Silva Melo (*Río de Janeiro, Brasil, 25 de abril de 1976) es un exfutbolista brasileño. Jugaba de volante de contención y su último club fue el America Futebol Clube de la segunda división de Brasil.
Como curiosidad, en la temporada 1995-96 se dedicó al fútbol sala en España, fichando por el Alcantarilla FS de la División de Honor

## Selección nacional
Ha sido internacional con la selección de Brasil, con la que ha jugado 32 partidos internacionales y ha anotado 1 gol.

### Participaciones en Copas del Mundo
| Mundial              | Sede      | Resultado        |
| -------------------- | --------- | ---------------- |
| Copa Mundial de 2006 | Alemania  | Cuartos de final |
| Copa Mundial de 2010 | Sudáfrica | Cuartos de final |

## Clubes
| Club              | País       | Año       |
| ----------------- | ---------- | --------- |
| América           | Brasil     | 1993-1995 |
| Flamengo          | Brasil     | 1996-1998 |
| Cruzeiro          | Brasil     | 1998-1999 |
| Inter de Milán    | Italia     | 1999-2000 |
| Vasco da Gama     | Brasil     | 2000-2001 |
| Grêmio            | Brasil     | 2002-2003 |
| São Caetano       | Brasil     | 2004      |
| Hertha de Berlín  | Alemania   | 2004-2007 |
| Tottenham Hotspur | Inglaterra | 2008-2009 |
| Cruzeiro          | Brasil     | 2009-2011 |
| Vitoria           | Brasil     | 2011      |
| America Mineiro   | Brasil     | 2012-2014 |
| Araxá             | Brasil     | 2014      |

## Palmarés

### Campeonatos regionales
| Título              | Club        | Estado         | Año  |
| ------------------- | ----------- | -------------- | ---- |
| Campeonato Carioca  | Flamengo    | Río de Janeiro | 1996 |
| Campeonato Paulista | São Caetano | São Paulo      | 2004 |

### Campeonatos nacionales
| Título      | Club              | País       | Año  |
| ----------- | ----------------- | ---------- | ---- |
| Serie A     | Vasco da Gama     | Brasil     | 2000 |
| Carling Cup | Tottenham Hotspur | Inglaterra | 2008 |

### Copas internacionales
| Título                   | Equipo              | Sede      | Año  |
| ------------------------ | ------------------- | --------- | ---- |
| Copa de Oro Nicolás Leoz | Flamengo            | Manaus    | 1996 |
| Copa Mercosur            | Vasco da Gama       | São Paulo | 2000 |
| Copa Confederaciones     | Selección de Brasil | Alemania  | 2005 |
| Copa América             | Selección de Brasil | Venezuela | 2007 |